# Alleanza Nazionalista Unita
L'Alleanza Nazionalista Unita (in inglese United Nationalist Alliance - UNA) è un partito politico filippino di centro-destra.
Il partito venne fondato il 4 aprile 2012 come coalizione elettorale per sostituire l'Opposizione Unita in vista delle elezioni parlamentari del 2013. Il 1º luglio 2015 fu ufficialmente inaugurato come partito politico dal vicepresidente Jejomar Binay, in preparazione della candidatura di quest'ultimo alle elezioni presidenziali del 2016.